# Spinnerette
Spinnerette es una banda estadounidense de rock alternativo formada por Brody Dalle, Tony Bradley (excantante y exguitarrista de The Distillers respectivamente) Jack Irons (Red Hot Chili Peppers, Pearl Jam, Eleven) y Alain Johannes (Queens of the Stone Age, Eleven).

## Historia
Antes de que anunciara la separación de The Distillers, Brody Dalle afirmó que tenía un nuevo proyecto en mente, muy distinto a The Distillers, lo cual, no era adecuado para su caja llena de sorpresas. Esto lo anunció en el 2007 en su página de internet y en algunas entrevistas.
La banda firmó con Sire Records negociando su camino con el demo que salió en su página de internet llamado "Cause of the Swirls". La banda firmó con Athem Records. A principios de 2008 el nuevo material de Spinnerette salió como libre descarga en su página de internet y en su sitio oficial del MySpace. El álbum completo salió el 17 de junio de 2009.
El 8 de agosto de 2008 se posteó en el blog de la banda que los fanes podrían escuchar la canción del nuevo álbum en el sitio oficial de la banda, llamada "Valium Knights". 
Recientemente, Brody Dalle ha grabado canciones en vivo con Queens Of The Stone Age la canción titulada "Driving Song".
Su primer EP titulado Ghetto Love EP fue lanzado a lo largo de 2008 y se extrajo un solo sencillo titulado "Ghetto Love". Su primer álbum de estudio, autotitulado Spinnerette, fue lanzado en Estados Unidos y el Reino Unido en el 2009, donde solamente se ha conocido un video oficial titulado "Baptized By Fire".

## Discografía

### Álbumes de estudio
- Spinnerette (2009)

### EP
- Ghetto Love EP (2008)
- Valium Knights EP (2008)

### Sencillos
- "Ghetto Love"
- "Sex Bomb"
- "Baptized by Fire"